# Tachaea caridophaga
Tachaea caridophaga là một loài chân đều trong họ Corallanidae. Loài này được Riek miêu tả khoa học năm 1953.